# Schillergarten

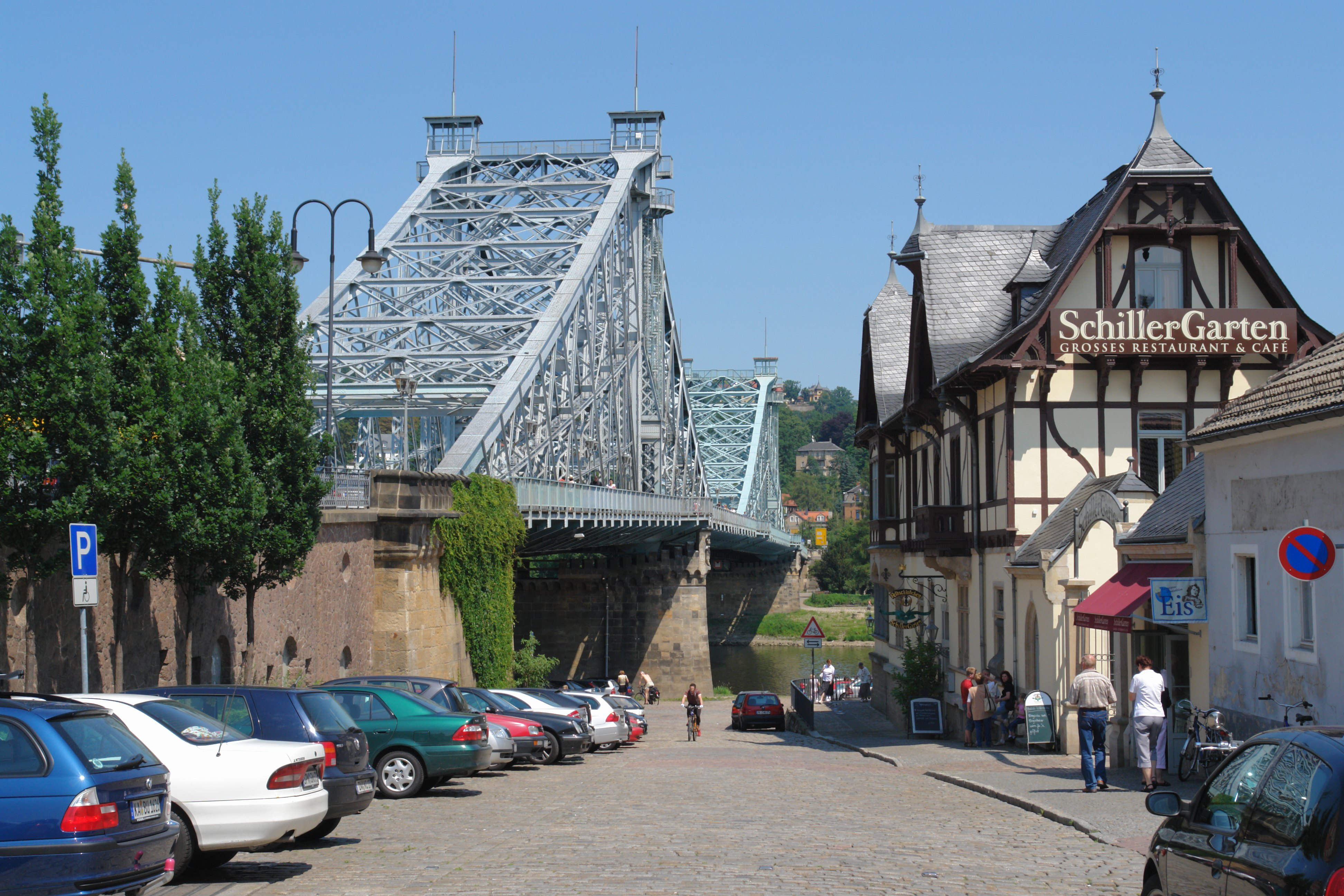
Schillergarten direkt am Blauen Wunder

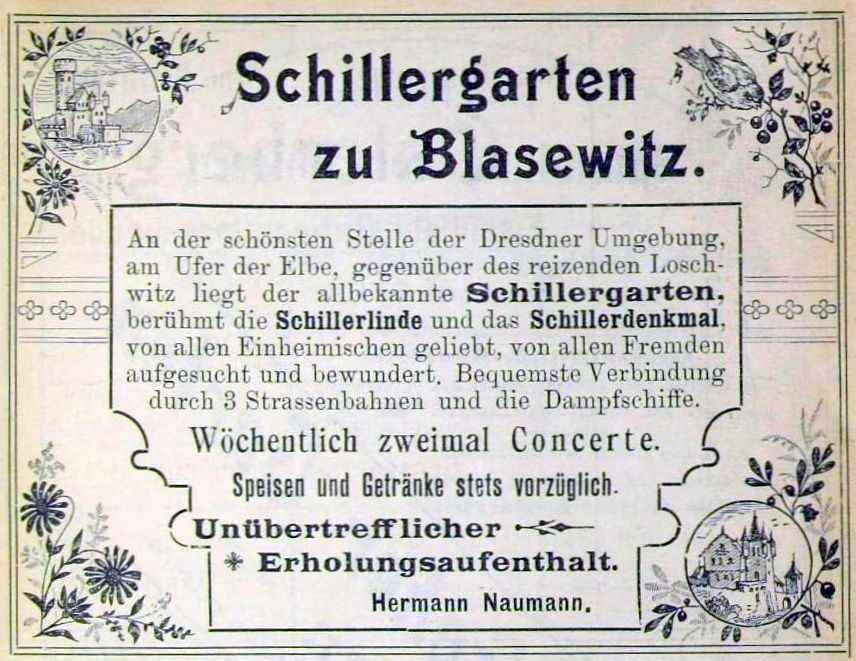
Anzeige um 1900

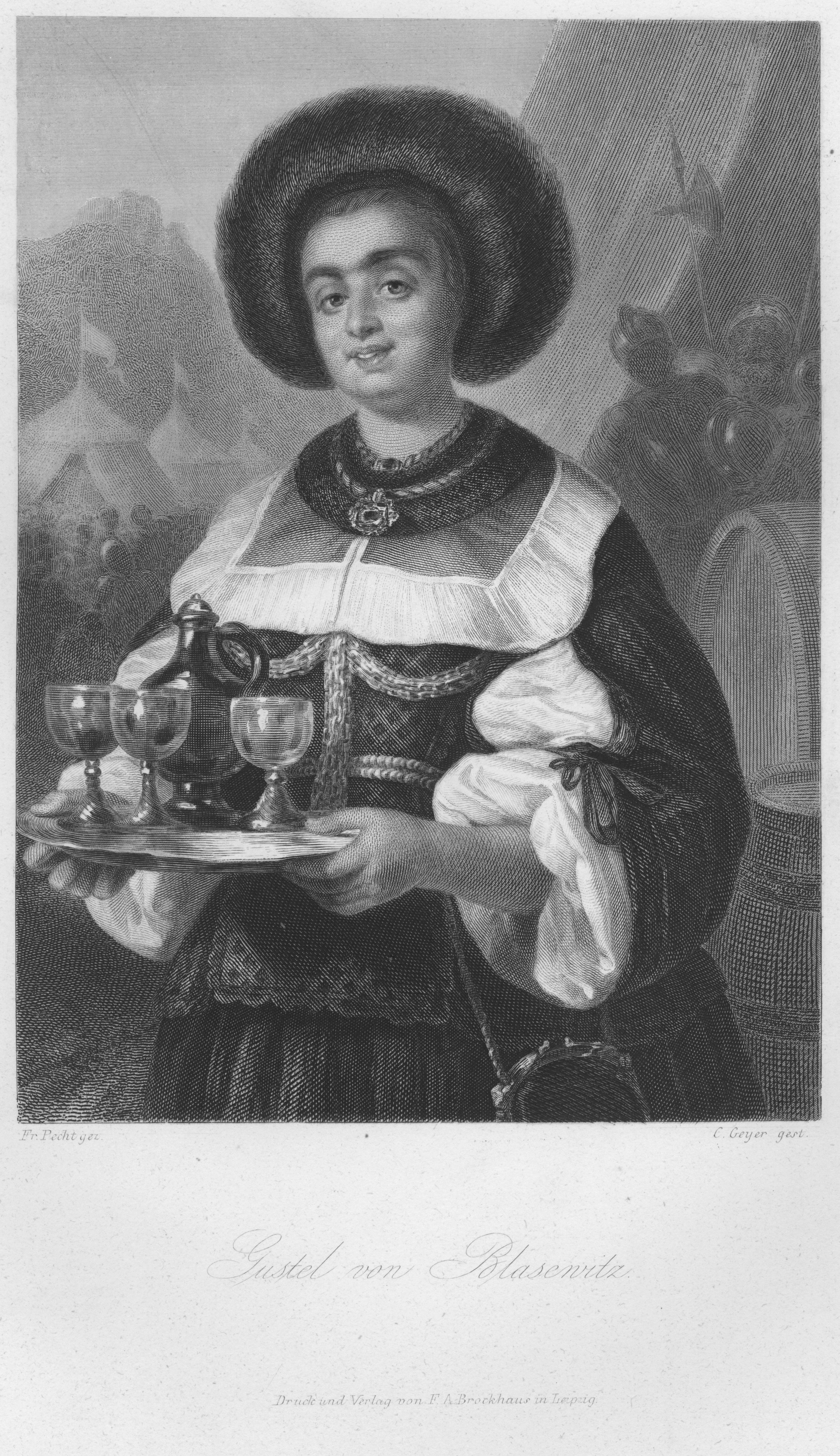
„Was? der Blitz!
Das ist ja die Gustel aus Blasewitz!“
in Wallensteins Lager (Schiller-Galerie);
Stahlstich von Conrad Geyer nach Pecht, um 1859

Der Schillergarten ist eine der ältesten Gastwirtschaften in Blasewitz in Dresden. Er befindet sich an der Elbseite des Schillerplatzes, direkt neben Dresdens bekanntester Elbbrücke, dem Blauen Wunder.

## Geschichte

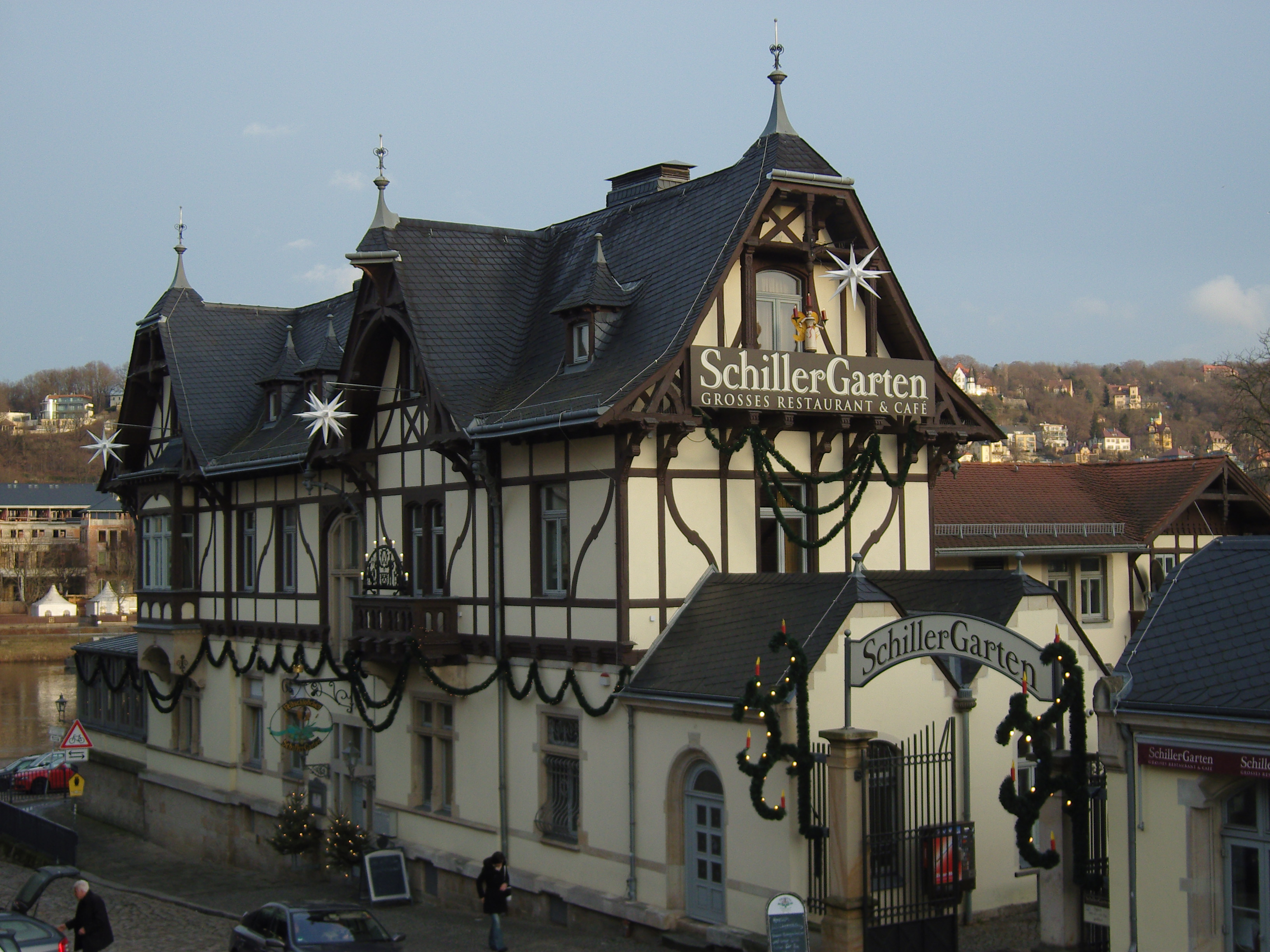
Schillergarten (2011)

Die Geschichte des Traditionshauses geht zurück bis zum Jahr 1730, als das Gasthaus erstmalig erwähnt wurde.
Friedrich Schiller ist in dem Lokal, damals die „Fleischersche Schenke“, während seiner Aufenthalte in Dresden von 1785 bis 1787 eingekehrt. Als er vom Körnerschen Weinberg aus Ausflüge unternahm, lernte er in der Schenke die Gastwirtstochter Johanne Justine Segedin kennen.
Johanne erlangte später durch Schiller literarischen Weltruhm, indem er sie in Wallensteins Lager, dem 1798 veröffentlichten ersten Teil der Wallenstein-Trilogie, mit den Worten: „Was? der Blitz! Das ist ja die Gustel aus Blasewitz“ verewigte.
Zum 100. Geburtstag des Dichters spendete der Berliner Drucker Ernst Litfaß, Erfinder der Litfaßsäule, der Gaststätte 1859 ein Denkmal, das im Garten aufgestellt wurde. Bei dieser Gelegenheit wurde das Lokal in Schillergarten umbenannt.
1893 wurde die naheliegende Elbbrücke, das Blaue Wunder, eingeweiht.
1921 wurde Blasewitz nach Dresden eingemeindet.
Zu DDR-Zeiten wurde die Gaststätte 1960 verstaatlicht und verfiel. Nachdem sie 1985 geschlossen worden war, erwarb eine private Eigentümergemeinschaft Anfang der 1990er Jahre das Haus und renovierte es. 1994 war Wiedereröffnung.
Beim Jahrhunderthochwasser der Elbe im August 2002 wurde der Schillergarten schwer geschädigt und erst 2004 nach einer Sanierung wiedereröffnet, ebenso beim Hochwasser 2013.

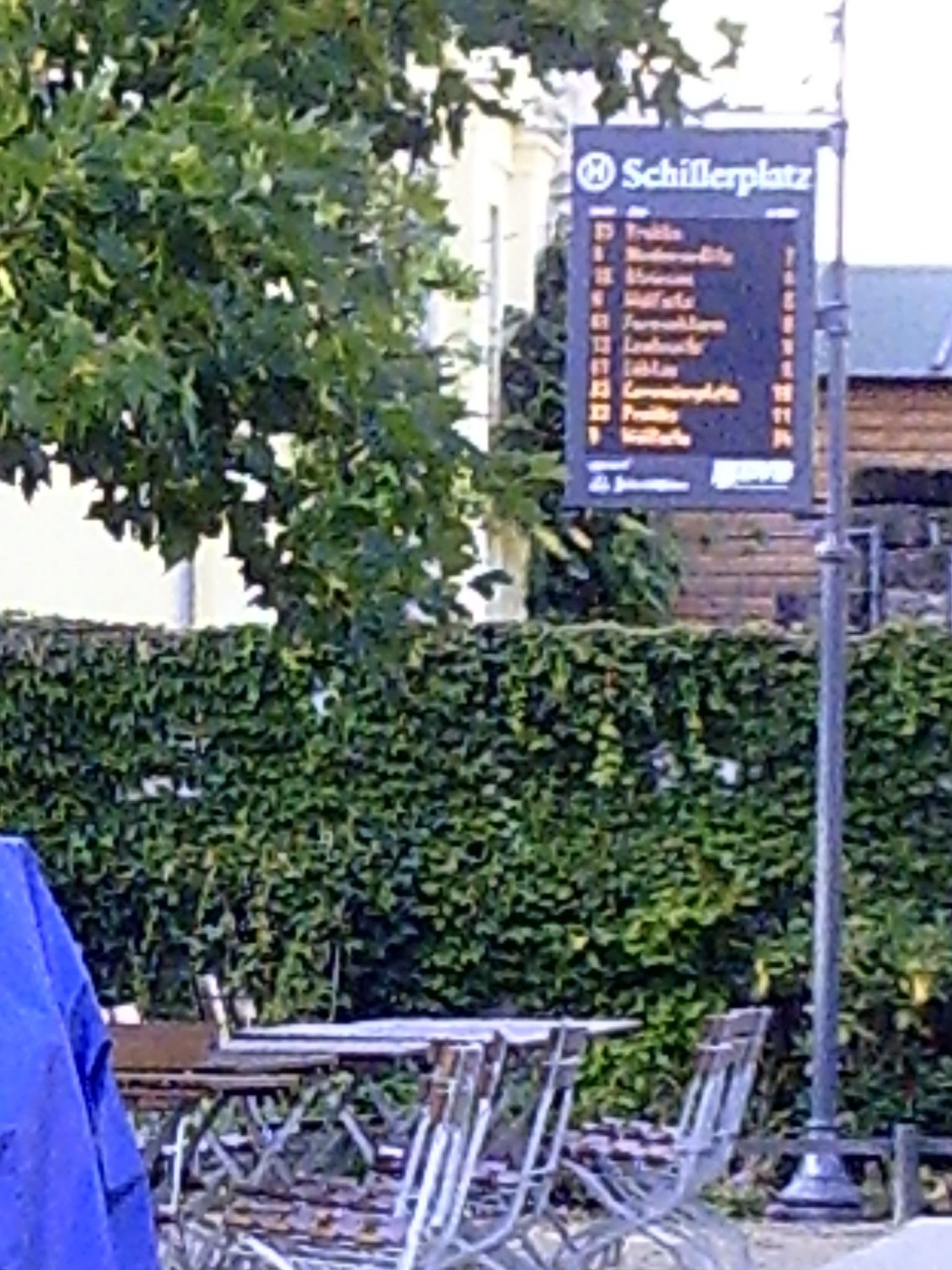
DFI im Biergarten als Weltpremiere: Die Verkehrsmittel-Abfahrten des ca. 200 m entfernten Schillerplatzes werden direkt auf dem Restaurantgelände angezeigt